# Primulina depressa
Primulina depressa là một loài thực vật có hoa trong họ Tai voi (Gesneriaceae). Loài này được Joseph Dalton Hooker mô tả khoa học đầu tiên năm 1892 dưới danh pháp Chirita depressa. Năm 1946, Chun chuyển nó sang chi Didymocarpus với danh pháp Didymocarpus depressus (Sunyatsenia 6: 298, in adnot. 1946).